# Döden väntar i Archangelsk
Döden väntar i Archangelsk (Archangel) är en brittisk TV-film från 2005 baserad på Robert Harris roman En ängel i Archangelsk (Archangel). 
Daniel Craig spelar huvudrollen som Fluke Kelso, en engelsk historieforskare som är på väg att få veta en viktig hemlighet om den ryske diktatorn Stalin. Han reser till den avlägsna staden Archangelsk vid Norra Ishavet för att få svar.